# Paulina
Paulina je  žensko osebno ime.

## Izvor imena
Ime Paulina je različica imena Pavla

## Pogostost imena
Po podatkih Statističnega urada Republike Slovenije je bilo na dan 31. decembra 2007 v Sloveniji število ženskih oseb z imenom Paulina: 73. Med vsemi ženskimi imeni pa je to ime po pogostosti uporabe uvrščeno na 704. mesto.

## Osebni praznik
V koledarju je ime Paulina skupaj z imenoma Pavla, oziroma Pavel; god praznuje 26. januarja, 14. marca ali pa 18. avgusta.